# Owen Smith
Owen Smith  (nacido el 2 de mayo de 1970) es un político británico del Partido Laborista. Desde las elecciones generales del Reino Unido de 2010 ha sido miembro del Parlamento del Reino Unido por Pontypridd.
Antes de su elección trabajó como productor de radio y televisión para el BBC, como un consejero especial por el entonces Secretario de Estado de Gales, Paul Murphy, y como un cabildero por Pfizer. Smith fue parte del gabinete en la sombra de Ed Miliband y fue Secretario de Estado en la sombra de Gales desde 2012 hasta 2015, y luego como Secretario de Estado en la sombra de Trabajo y Pensiones bajo el liderazgo de Jeremy Corbyn hasta que se despidió en junio de 2016. 
El 13 de julio de 2016, anunció que iba postular en la elección por liderar el Partido Laborista. El 19 de julio se convirtió en el único contendiente a Jeremy Corbyn. Él se nombró Aneurin Bevan como su héroe político.